# Brusnica, Gornji Milanovac
Brusnica (izvirno srbsko Брусница) je naselje v Srbiji, ki upravno spada pod Občino Gornji Milanovac; slednja pa je del Moraviškega upravnega okraja.

## Demografija
V naselju živi 532 polnoletnih prebivalcev, pri čemer je njihova povprečna starost 40,9 let (38,5 pri moških in 43,3 pri ženskah). Naselje ima 199 gospodinjstev, pri čemer je povprečno število članov na gospodinjstvo 3,27.
To naselje je, glede na rezultate popisa iz leta 2002, večinoma srbsko.
Брусница је пре оснивања града Горњег Милановца била седиште општине; данас је већи део села постао део приградске зоне, тако да је број становника устаљен.
|  |

| Demografija | Demografija     | Demografija     |
| Leto        | Št. prebivalcev | Št. prebivalcev |
| ----------- | --------------- | --------------- |
|             |                 |                 |
|             |                 |                 |
|             |                 |                 |
|             |                 |                 |
| 1948        | 1271            |                 |
| 1953        | 1304            |                 |
| 1961        | 1191            |                 |
| 1971        | 1056            |                 |
| 1981        | 613             |                 |
| 1991        | 667             | 663             |
| 2002        | 674             | 650             |
|             |                 |                 |

| Etnična sestava po popisu iz leta 2002 | Etnična sestava po popisu iz leta 2002 | Etnična sestava po popisu iz leta 2002 | Etnična sestava po popisu iz leta 2002 | Etnična sestava po popisu iz leta 2002 |
| -------------------------------------- | -------------------------------------- | -------------------------------------- | -------------------------------------- | -------------------------------------- |
| Srbi                                   | Srbi                                   |                                        | 632                                    | 97,23%                                 |
| Črnogorci                              | Črnogorci                              |                                        | 1                                      | 0,15%                                  |
| Albanci                                | Albanci                                |                                        | 1                                      | 0,15%                                  |
| Neznano                                | Neznano                                |                                        | 14                                     | 2,15%                                  |